# Tidaholm (автомобильная марка)
Tidaholms Bruk AB — ныне не существующий шведский производитель грузовых автомобилей марки «Tidaholm» и спецтехники на их базе. Располагался в одноименном городе Тидахольм.

## История
Компания была основана как металлургический завод на базе водяной мельницы в шведском городе Тидахольм в 1799 году. В XIX столетии компания получила известность благодаря производству металла и железнодорожных вагонов, став не только металлургическим, но и машиностроительным заводом. 
В 1903 году на предприятии было решено выпускать грузовые автомобили марки «Тидахольм». Первым грузовым автомобилем стала модель «Tor I» оснащённая бензиновым двигателем мощностью в 10 л. с. при 800 оборотах в минуту. Грузовик имел грузоподъёмность в 1,5 тонны при общем весе в 2,7 тонн. Удачный проект подвиг на строительство более совершенной модели «Tor II», которая демонстрировалась на выставке в городе Скара в 1905 году. 
В 1907—1910 годах была построена небольшая серия из десяти грузовых шасси типа TB с четырёхцилиндровыми двигателями мощностью в 12 л. с. В это же время на шведских грузовиках из Тидахольма применялись узлы и агрегаты некоторых немецких автомобильных производителей. До 1920 года компания выпускала около 150 автомобилей в год. 20-е годы ознаменовались стандартизацией и унификацией узлов и агрегатов грузовиков «Тидахольм». В это же время в компании появился отдел тестирования, где проходили испытания агрегаты, прежде чем устанавливаться на автомобили. В 1929 году автомобили «Тидахольм» начали оснащаться гидравлическими тормозами. Компания была известна не только грузовыми автомобилями, но и пожарными машинами, также поставляла грузовые шасси для производства автобусов и создания бронеавтомобилей по заказу шведской армии. Грузовые автомобили оснащались двигателями системы инженера Йонаса Хессельмана и были способны работать как на бензине, так и на дизельном топливе.
Тем не менее в 1932 году компания попала в тяжёлое финансовое положение, в том числе из-за мирового экономического кризиса затронувшего и шведских промышленников. Чтобы как-то спасти своё положение, «Тидахольмс Брук» была вынуждена пойти на слияние с известным шведским металлургическим и машиностроительным предприятием Bofors. В 1934 году компания была переименована в акционерное общество AB Tidaholmsverken и прекратила производство автомобилей.
До сегодняшнего дня сохранилось несколько грузовых и пожарных автомобилей марки «Тидахольм» и один автобус на грузовом шасси. Все они являются экспонатами музея в Тидахольме.

## Галерея
- Грузовой автомобиль марки Tidaholm 1907 года.
- Tidaholm 1907 года выпуска.
- Tidaholm TLS 1927 года.
- Кабина Tidaholm TLS 1927 года.
- Пожарный автомобиль на базе грузовика Tidaholm TLS 1928 года.
- Пожарный автомобиль Tidaholm 1931 года.
- Автобус на грузовом шасси Tidaholm 1925 года.
- Радиатор с логотипом компании.
- Подножка автомобиля с оригинальным логотипом компании.
- Грузовой автомобиль Tidaholm T6L 1933 года.
- Двигатель Tidaholm системы Хессельмана.
- Двигатель Tidaholm системы Хессельмана.